# Lord Camber's Ladies
Lord Camber's Ladies är en brittisk dramafilm från 1932 i regi av Benn W. Levy och producerad av Alfred Hitchcock. I huvudrollerna ses Gerald du Maurier, Gertrude Lawrence, Benita Hume och Nigel Bruce. Filmen är baserad på pjäsen The Case of Lady Camber av Horace Annesley Vachell från 1915.

## Rollista i urval
- Gerald du Maurier - Doktor Napier
- Gertrude Lawrence - Lady Camber
- Benita Hume - Janet King
- Nigel Bruce - Lord Camber
- Clare Greet - Peach
- A. Bromley Davenport - Sir Bedford Slufter
- Betty Norton - Hetty
- Harold Meade - Ainley
- Hugh E. Wright - gammal man
- Hal Gordon - scenansvarig
- Molly Lamont - skådespelerska